# Normenhierarchie (Völkerrecht)
Die Normenhierarchie im Völkerrecht beschreibt die Frage des Vorrangs bestimmter Rechtsnormen des Völkerrechts vor anderen.

## Rechtsquellen des Völkerrechts
Art. 38 Abs. 1 des Statuts des Internationalen Gerichtshofs (IGH-Statut) nennt als Rechtsquellen des Völkerrechts völkerrechtliche Verträge, Völkergewohnheitsrecht und allgemeine Rechtsgrundsätze. Diese Rechtsquellen sind untereinander grundsätzlich gleichrangig.

## Übereinstimmende Normen
Da sich die verschiedenen Rechtsquellen unabhängig voneinander entwickeln, können verschiedene völkerrechtliche Normen mit dem gleichen Inhalt nebeneinander bestehen. In diesem Fall gelten beide Normen parallel. Dadurch kann zum Beispiel eine Norm, die Inhalt eines völkerrechtlichen Vertrages ist, auch gegenüber dritten Staaten angewendet werden, wenn die entsprechende Norm gleichzeitig auch völkergewohnheitsrechtlich gilt.
Beispielsweise konnte der IGH im Nicaragua-Urteil aufgrund eines Vorbehalts der USA zur Unterwerfungserklärung gem. Art. 36 Abs. 2 des IGH-Statut nicht über Verstöße der USA gegen die UN-Charta entscheiden. Allerdings stellte der IGH fest, dass sich dieselben Verpflichtungen auch aus dem Völkergewohnheitsrecht ergaben, und verurteilte die USA entsprechend.

## Normenkollision
Sofern sich verschiedene Rechtsnormen widersprechen, ist zunächst zu klären, ob eine davon zwingendes Völkerrecht darstellt. Ist dies nicht der Fall, sind zwei Konstellationen zu unterscheiden.

### Zwischen den Parteien
Wenn es sich um Normen handelt, die zwischen allen Beteiligten gelten, so bestimmt sich das Verhältnis nach den allgemeinen Regeln, das heißt:
- Die speziellere Regelung geht der allgemeineren vor (lex specialis derogat legi generali).
- Die spätere Regelung geht der früheren vor (lex posterior derogat legi priori).

Darüber hinaus sind verschiedene Rechtssätze zwischen den Parteien gemäß Art. 31 Abs. 3 lit. c) des Wiener Übereinkommens über das Recht der Verträge (WVK) möglichst harmonisierend auszulegen.

### Zwischen anderen Beteiligten
Geht ein Staat widersprüchliche Rechtsbindungen zu verschiedenen Parteien ein, so sind diese zueinander gleichrangig. In diesem Fall kann sich der Staat keinem seiner Vertragspartner gegenüber auf seine Verpflichtungen gegenüber anderen Staaten berufen. Für daraus entstehende Vertragsverletzungen ist der Staat verantwortlich.

## Zwingendes Völkerrecht
Einen besonderen Status hat das sogenannte zwingende Völkergewohnheitsrecht, das ius cogens. Dieses wird in Art. 53 WVK definiert:

„(E)ine Norm, die von der internationalen Staatengemeinschaft in ihrer Gesamtheit angenommen und anerkannt wird als eine Norm, von der nicht abgewichen werden darf und die nur durch eine spätere Norm des allgemeinen Völkerrechts derselben Rechtsnatur geändert werden kann.“

Zum ius cogens gehören beispielsweise das allgemeine Gewaltverbot, das Verbot des Völkermordes, der Sklaverei und der Apartheid.
Ein völkerrechtlicher Vertrag, der gegen zwingendes Völkerrecht verstößt, ist gemäß Art. 53 WVK nichtig. Ein Vertrag, der gegen später entstandenes ius cogens verstößt, wird gemäß Art. 64 WVK nichtig und erlischt.
Auch neues Gewohnheitsrecht, das bestehendem zwingendem Völkerrecht widerspricht, kann nur wirksam entstehen, wenn es selbst zwingendes Völkergewohnheitsrecht wird.

## Art. 103 UN-Charta
Art. 103 der UN-Charta legt fest: 

„Widersprechen sich die Verpflichtungen von Mitgliedern der Vereinten Nationen aus dieser Charta und ihre Verpflichtungen aus anderen internationalen Übereinkünften, so haben die Verpflichtungen aus dieser Charta Vorrang.“

Ob diese Norm lediglich den Vorrang von Charta-Verpflichtungen statuiert, so wie der Wortlaut nahelegt, oder den widersprechenden Vertrag ganz oder teilweise unwirksam werden lässt, ist umstritten. Letzteres wird insbesondere von Verfechtern der Charta als einer Verfassung des Völkerrechts vertreten.

## Verhältnis der Rechtsquellen in der Praxis
In der praktischen Rechtsanwendung wird in der Regel vorrangig auf völkerrechtliche Verträge zurückgegriffen. Gewohnheitsrecht wird demgegenüber nachrangig angewendet. Die allgemeinen Rechtsgrundsätze können sodann zur Beseitigung verbleibender Unklarheiten herangezogen werden. Diese Vorgehensweise beruht jedoch nicht auf einer tatsächlichen Hierarchie, sondern ist dem Umstand geschuldet, dass sich Bestimmungen in Verträgen einfacher ermitteln lassen als Gewohnheitsrecht oder allgemeine Rechtsgrundsätze.